# Logozentrismus
Der Begriff Logozentrismus wurde erstmals von Ludwig Klages gebildet, der damit die neuzeitliche Betonung der Rationalität als losgelöst von der Wirklichkeit des Lebens kritisierte und dieser Weltsicht ein „biozentrisches“ Konzept entgegenstellte, in dem das eigentliche Leben als Einheit von Körper und Seele betrachtet wird. In anderer Bedeutung und ohne Bezugnahme auf Klages wurde der Begriff auch von Jacques Derrida verwendet („logocentrique“).
Als logozentristisch kritisieren heute vor allem poststrukturalistische Theorien jede vernunftzentrierte Metaphysik, mithin:  die gesamte abendländische Rationalität. Logozentrisches Denken wird hier als „herrschender Diskurs“ bzw. als „herrschende Denkform“ betrachtet.

## Kritik an der Identitätslogik
Kritisiert werden mit diesem Begriff konstruierte Bedeutungen oder auch ideologisch aufgeladene Bedeutungen, die die Wirklichkeit in identitätslogische Gegenteilspaare (Seele/Körper, positiv/negativ usw.) aufteilen und als Perspektive der Beurteilung (Referenzpunkt) die Gegenwart außenstehender Größen wie Wahrheit, Gott, Transparenz, Ursprung, Ursache, Vernunft oder ähnlicher Zentren und Kategorien der Metaphysik behaupten.
Die Begriffe Wahrheit und Vernunft werden dabei als Ideen von Wahrheit und Wesenheit und als autoritär, eindimensional, hierarchisch, totalitär sowie pluralitätsfeindlich abgelehnt. Die Begriffe der Metaphysik werden als ein ineinandergreifendes und auf sich selbst beziehendes System von Metaphern betrachtet. Als Konstruktionen besitzen diese Metaphern keinen eigentlichen Inhalt, der darstellbar und damit sinnvoll wäre.

## Poststrukturalistische Positionen
Vor diesem Hintergrund ist für Roland Barthes die sokratische Mäeutik allein ein Prinzip, „den anderen zur äußersten Schande zu treiben: sich zu widersprechen.“ Das logozentrische Denken versuche, das Prinzip, „jenes alte Gespenst abzuschütteln: den logischen Widerspruch.“
Jacques Derrida spricht von einem „Imperialismus des Logos“, reflektiert das Heterogene, das „dem Ethnozentrismus ..., dem Logo- und Phonozentrismus der abendländischen Metaphysik zu entkommen sucht“.
Nach Jean-François Lyotard wird im Logozentrismus „vom Denken verlangt, am Rationalisierungsprozeß teilzunehmen. Jede andere Denkweise wird verurteilt, isoliert und als irrational abgelehnt“; denn „der Logos ist kein Spezialfall in der Unendlichkeit von Codes: er ist der Code, der der Unendlichkeit ein Ende setzt; er ist der Diskurs der Umschließung, der dem Poetischen, dem Para- und Anagrammatischen ein Ende setzt“ (Jean Baudrillard).
Luce Irigaray: „Diese Dominanz des philosophischen Logos verdankt sich … seinem Vermögen, alles Andere in die Ökonomie des Gleichen zurückzuführen.“ „Aktivität/Passivität, Sonne/Mond, Kultur/Natur, Tag/Nacht, Vater/Mutter, Kopf/Herz, intelligibel/ sinnlich wahrnehmbar, Logos/ Pathos … Denken hat immer nach Oppositionen funktioniert … Nach dualen, hierarchisierten Oppositionen“ (Hélène Cixous, zit. nach Kuhn).